# Ihmel tho Wichte
Ihmel tho Wichte, auch Imel to Wicht geschrieben (* 2. Hälfte des 14. Jahrhunderts in Lintel bei Norden; † 1. Hälfte des 15. Jahrhunderts in Wichte), gilt als der Ahnherr der ostfriesischen Adelsfamilie von Wicht.

## Leben

Wichte und Osterwichte auf der Ostfriesland-Karte von Ubbo Emmius (ca. 1600)

Über die genaue Herkunft Ihmels schweigen die Quellen. Bekannt ist nur, dass er einer Norder Häuptlingsfamilie entstammte, die ihren Burgsitz in Lintel hatte und mit der Theelachtgenossenschaft verbunden war. Darauf weist auch der Doppelname zu Wicht und zu Lintel hin, der sich zum Beispiel bei dem ostfriesischen Historiker Enno Johann Heinrich Tjaden findet.
Die adligen Anteilseigner der erwähnten Genossenschaft besaßen am Südrand der ehemaligen Hilgenrieder Bucht sogenannte Uthöfe. Ziel war es, durch diese Uthöfe die Norder Theellande, die sich bis heute in der Marsch der ehemaligen befinden, besser zu nutzen. Aus den frühgeschichtlichen Uthöfen wurden im Laufe der ostfriesischen Häuptlingszeit (14. Jahrhundert) burgähnliche Adelshäuser. Mindestens zwei dieser von Norder Theelachtern erbauten Außenstationen lagen auf dem Gebiet der Gemarkungen Wichte und Blandorf. Es waren dies das Haus Wichte (identisch mit der namentlich später bezeugten Poggenburg?) sowie die Burg Blandorf. Die für das 14. Jahrhundert bezeugte Burganlage Osterwichte (= Ost-Wichte), die um 1400 zum Stammsitz Ihmels wurde, wird heute in der östlich von Blandorf-Wichte gelegenen Gemarkung Westerende vermutet. Mit seinem Wohnsitzwechsel erhielt er den Beinamen to Wicht, aus dem im 17. Jahrhundert der Adelsname von Wicht wurde.
Die Ehefrau Ihmels ist unbekannt. Belegt ist nur, dass aus einer Ehe des Osterwichter Burgherrn mindestens ein Sohn hervorgegangen ist. Sein Urenkel Hayo Hiccen to Wicht(e) und Lintel war mit Adda Aldersna von Lintel verheiratet und diente dem ostfriesischen Grafen Edzard I. als Drost.